# 謝孟金
謝孟金（1515年—？），字子純，河南陳州衛中所人，軍籍，明朝政治人物。

## 生平
幼聪颖，七歲從父謝讓學《小學》《近思録》，一誦不忘。年十四補郡庠生，每次考試都名列高等。嘉靖二十二年（1543年）以《春秋》中癸卯科河南鄉試第四名舉人。嘉靖二十三年（1544年）中式甲辰科會試第九十一名，登第二甲第三十五名進士。授兵部職方司主事，累升本司郎中，尚書經常稱贊他有謝安之風。督修京師外城，三十三年四月完工後，升二级。時为嚴嵩柄政，升官必須賄賂，孟金獨不为動，故在三十三年五月遠遷陕西蘭州兵備副使，到任後整飭守備，申辦糧餉，恤軍整伍，邊關安寧。有剪除貴戚、杖妖僧、却玉馈及禱雨有應等諸多異政，到調任湖廣參政時，留下五千贖金用以助邊。升山東按察使，因以前在陕西時与侍郎某不睦，为其所短，罷官回籍。歸鄉後杜門教授子孫，两台交薦，皆不應。隆慶初，詔大臣舉薦，經陳紹儒首薦，隆慶四年（1570年）四月改任隴右少參，五年正月晉湖廣憲副，因病痿痺辞官，不久因次子舉人謝善教病逝，哀慟而卒。
陳州治西有“恩榮”牌坊，为謝孟金立。

## 家族
曾祖謝晆；祖父謝鵬；父謝讓。前母李氏；母喬氏。慈侍下。兄玉、孟阳。弟孟臣。